# Brenderup Sogn
Brenderup Sogn er et sogn i Middelfart Provsti (Fyens Stift).
I 1800-tallet var Ore Sogn i Skovby Herred anneks til Brenderup Sogn i Vends Herred, begge i Odense Amt. Trods annekteringen var Brenderup og Ore to selvstændige sognekommuner. Ved kommunalreformen i 1970 blev Brenderup indlemmet i Ejby Kommune, som ved strukturreformen i 2007 indgik i Middelfart Kommune. Og Ore blev ved kommunalreformen indlemmet i Bogense Kommune, som ved strukturreformen indgik i Nordfyns Kommune.
I Brenderup Sogn ligger Brenderup Kirke.
I sognet findes følgende autoriserede stednavne:
- Brenderup (bebyggelse, ejerlav)
- Bro (bebyggelse, ejerlav)
- Brogård (bebyggelse)
- Broskov (bebyggelse)
- Brostrand (bebyggelse)
- Bøgholm (bebyggelse)
- Egelund (bebyggelse)
- Fruerhøj (bebyggelse)
- Fyllested (bebyggelse, ejerlav)
- Graderup (bebyggelse, ejerlav)
- Grimsted (bebyggelse)
- Holse (bebyggelse, ejerlav)
- Holseskov (bebyggelse)
- Kærsgård (ejerlav, landbrugsejendom)
- Køstrup Mark (bebyggelse)
- Lybækshuse (bebyggelse)
- Nyløkke (bebyggelse)
- Nymarkshuse (bebyggelse)
- Skovhave (bebyggelse)
- Skovs Højrup (bebyggelse, ejerlav)
- Ullehuse (bebyggelse)
- Varbjerg (bebyggelse, ejerlav)
- Å Højrup (bebyggelse, ejerlav)
- Åbakken (bebyggelse)
- Åbjerg (bebyggelse)